# 몬테로사 산장

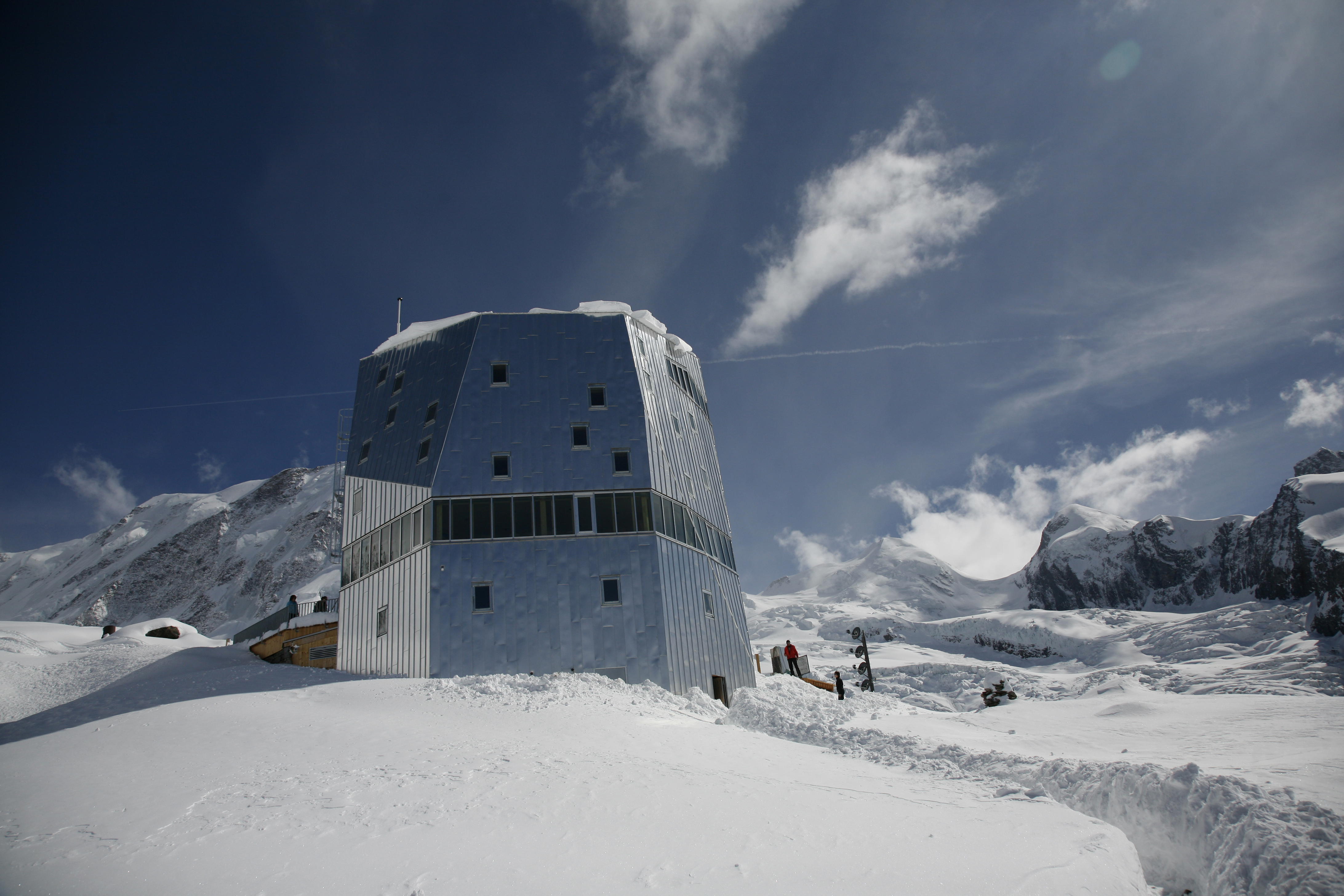
2009년에 문을 연 새로운 오두막의 서쪽 모습

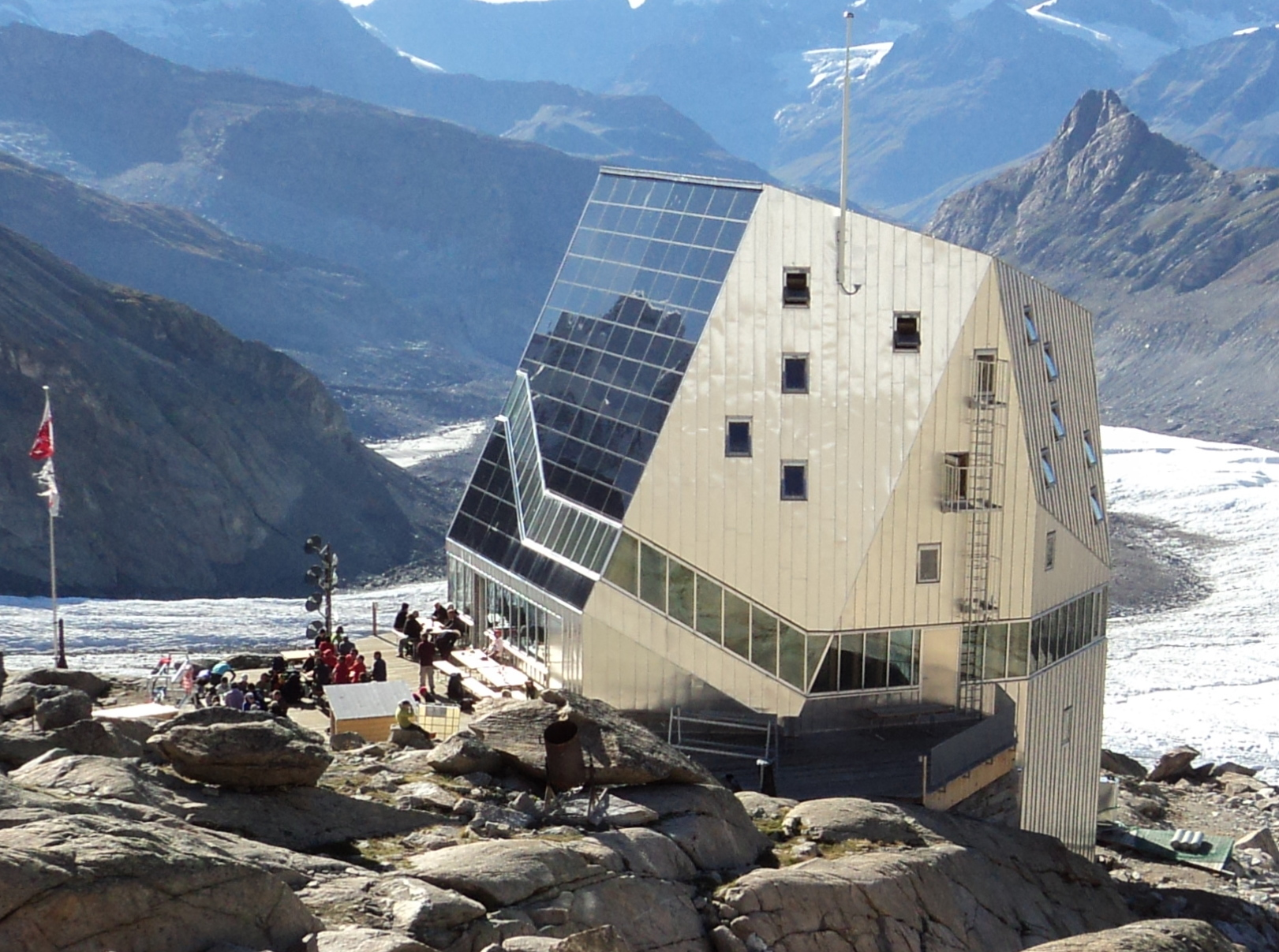
몬테로사 대산괴 방향에서 바라본 오두막, 그 뒤에는 그렌츠 빙하(경계 빙하)가 있다.

몬테로사 산장(독일어: Monte Rosa Hütte)은 체르마트 인근 몬테로사 대산괴(최대 4,634m)와 그렌츠 빙하(국경 빙하) 위의 해발 2,883m의 운테레 플라체(Untere Plattje)라는 빙하가 없는 바위 부분에 위치한 산장이다. 스위스 알파인 클럽이 소유하고 있다. 산장은 정상과 그 지역의 다른 산으로 가는 정상적인 경로의 시작이다. 첫 번째 산장은 1894-1895년에 그 당시 훨씬 높았던 국경 빙하 바로 옆에 2,795m 높이에 지어졌다. 완전히 새로운 건물이 2009년에 완공되었다. 이 건물은 첨단 기술과 에너지 면에서 거의 자급자족할 수 있는 알루미늄 외피가 있는 나무를 기반으로 하는 환경친화적인 산장이다.

## 위치
몬테로사 산장은 몬테로사 대산괴의 서쪽, 운테레 플라체(Untere Plattje)라는 이름의 장소에 있다. 그것은 남쪽과 서쪽으로 그렌츠 빙하(Border Glacier)를 지배하고, 고르너 빙하 아래로 더 내려가며, 두포슈피체, 리스캄, 카스터, 폴룩스, 브라이트호른 및 마테호른과 같은 많은 4,000m 산으로 둘러싸여 있다.
산장은 고르너그라트반을 사용하여 도달할 수 있다. 로텐보덴역에서 트레일은 고르너 빙하로 이어진다. 그런 다음 고르너 빙하를 건너야 한다. (일반적으로 표시된 일정) 그런 다음 그렌츠 빙하의 하단을 지나 마침내 약 2,600m 지점에서 산장까지 계속된다.

## 역사

### 1895년의 첫 번째 산장

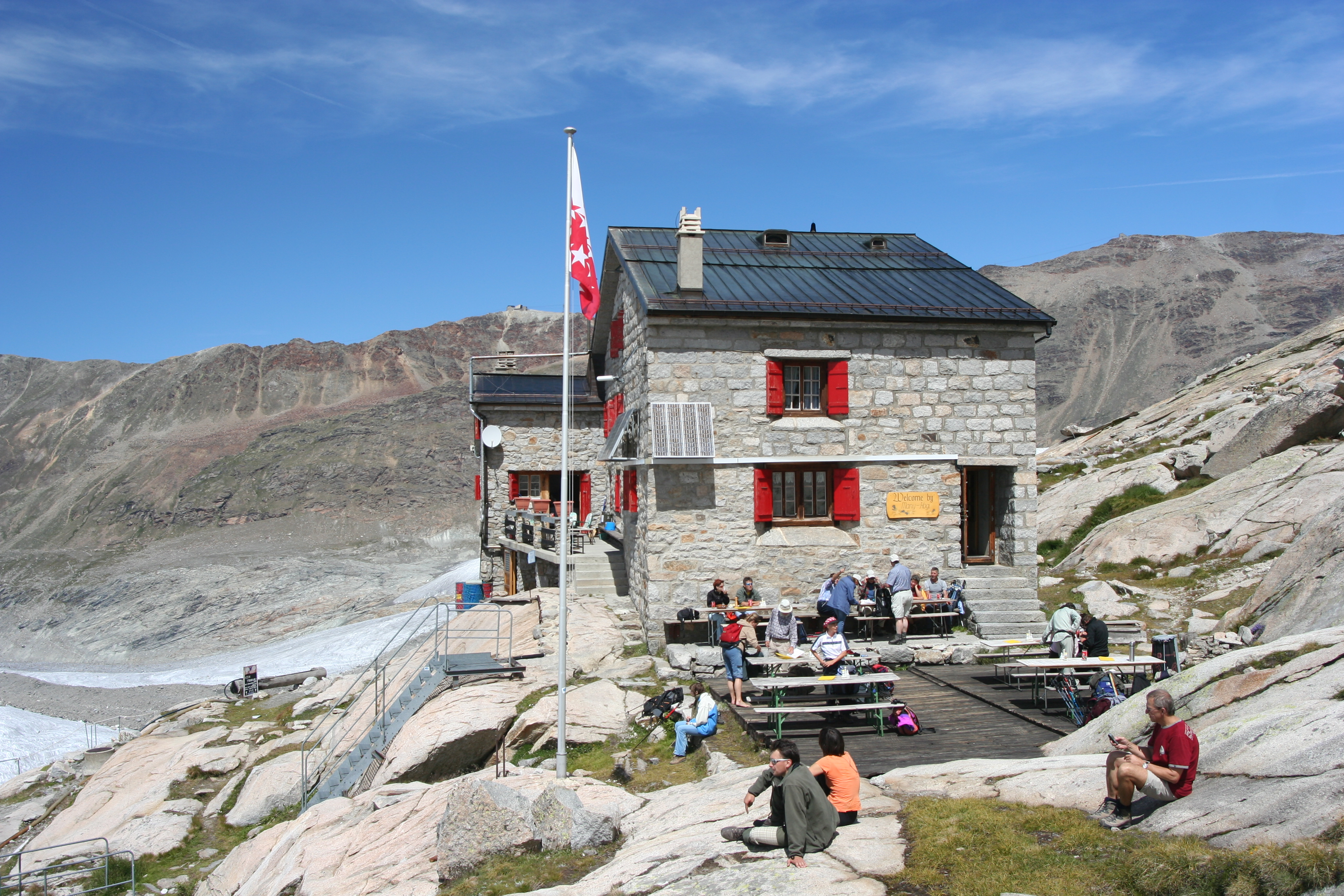
오래된 석조 기반의 산장 (1895–2011)

건설을 후원한 가족의 이름을 따서 베템스 산장이라는 이름으로 알려진 첫 번째 산장 은 원래 1894년에서 1895년 사이에 지어졌다. 25개의 침대가 있었고, 스위스 알파인 클럽 중앙 위원회가 소유했다. 산장은 1918년에 20명을 더 수용하기 위해 확장되었다. 베템스 산장은 1929년에 몬테로사 구간에 제안되고, 그 후에 변형되고 몬테로사 산장으로 이름이 변경되었다. 1939-1940년 사이에 86개의 침대가 있는 새로운 산장이 지어졌다. 수용인원은 1972년 146명, 1984년 160명으로 늘어났다.
2009년 9월 새 산장이 문을 연 후 오래된 산장은 100.000 스위스 프랑에 분해되었으며, 2011년 7월 14일 스위스 군대에 의해 100kg 이상의 군용 플라스틱 폭발물을 사용하여 철거되었다. 철거는 근처에 새 산장을 지을 수 있는 조건이었다.

### 새 산장

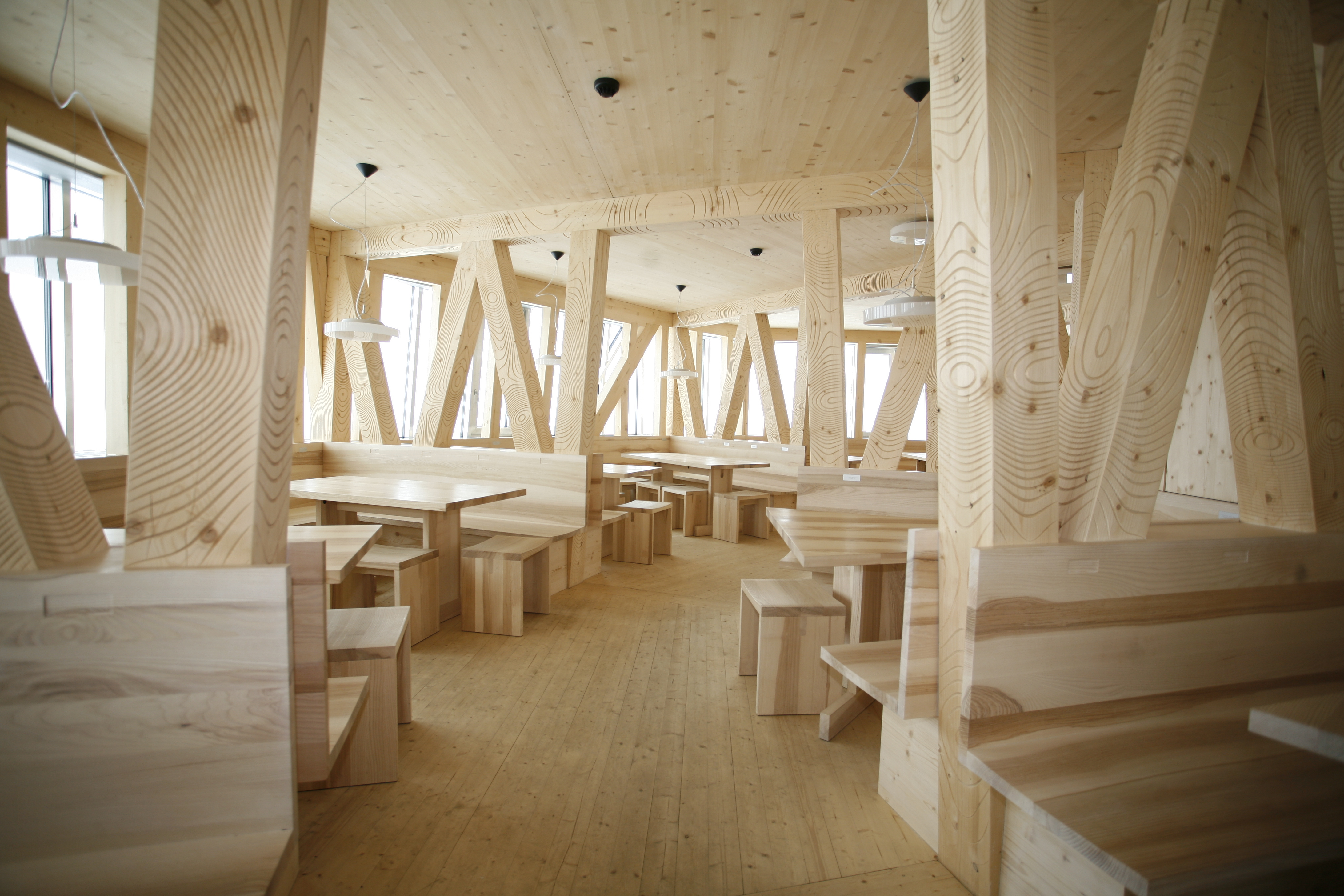
새 산장의 내부

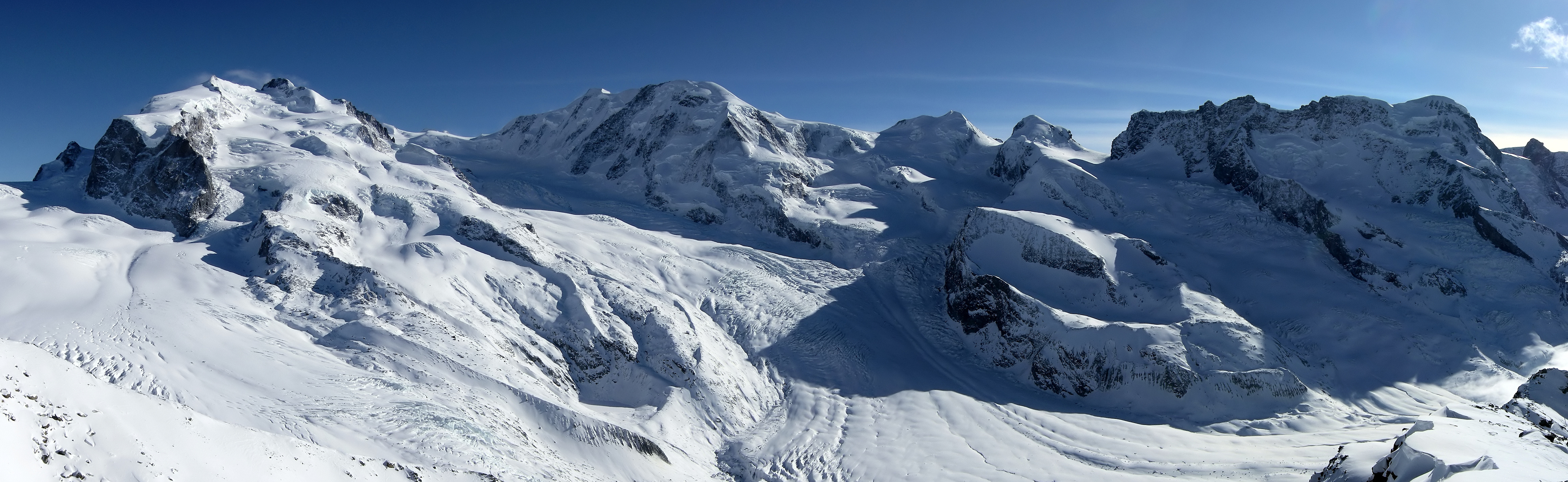
2010년의 주변 전경은, 이미지 중앙 아래에 남아 있는 낡은 오두막의 신축과 1년 후의 철거를 나타내고 있다.

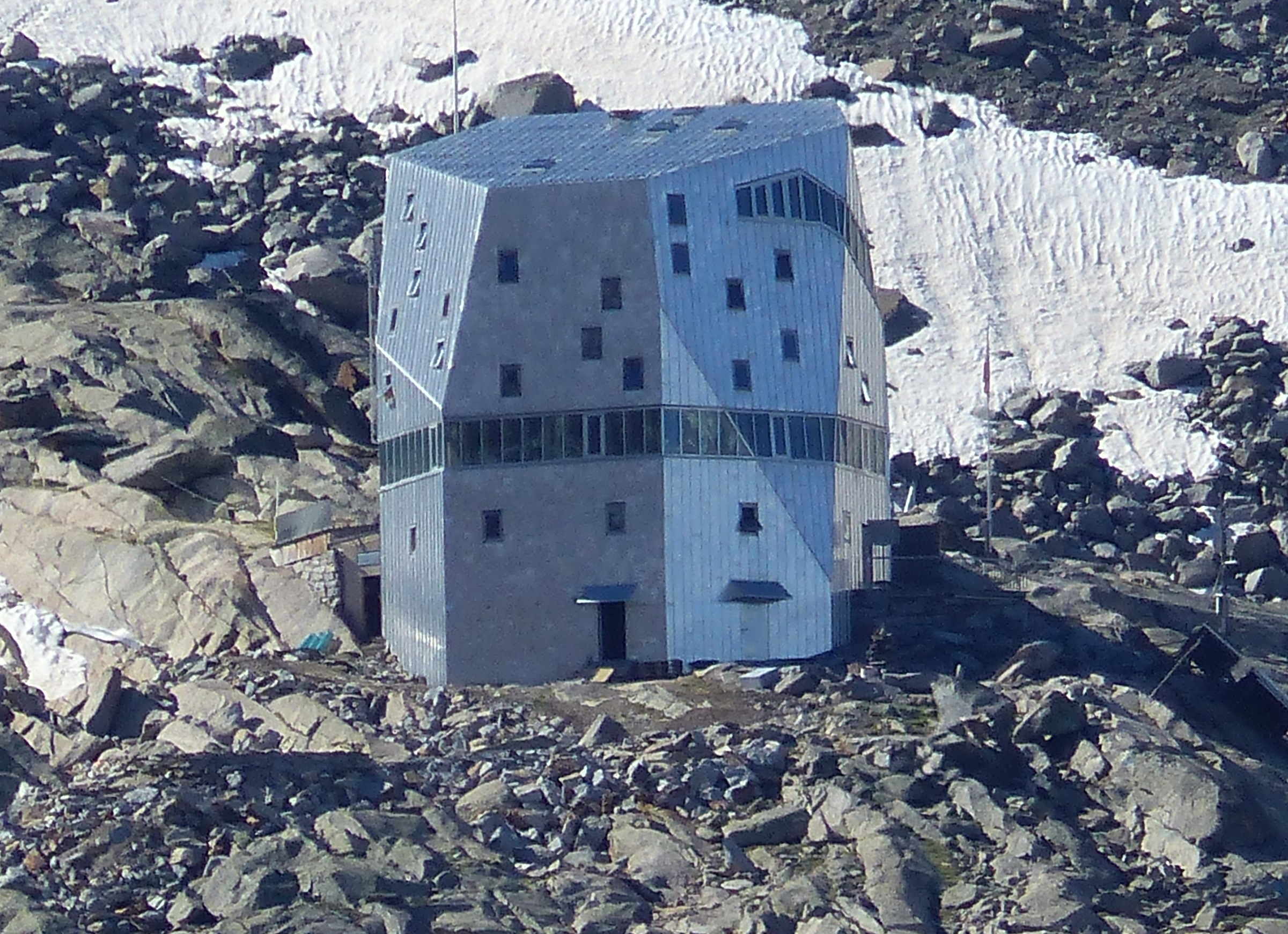
여름의 산장

ETH 취리히의 건축가 안드레아 데플라체스가 새로운 첨단 환경친화적인 산장을 설계했다. ETH 취리히의 150주년을 기념하기 위한 스위스 알파인 클럽 프로젝트는 2003년에 시작되었다. 조립식 건축 자재를 기차로 체르마트로 운송했으며, 35명의 작업자와 3,000번의 헬리콥터 여행이 필요했다. 빙하까지의 재료. 5층짜리 다각형 건물은 스테인리스 스틸 기초 위에 지어졌으며 내부는 나무로 만들어졌고, 외부는 알루미늄 쉘로 덮여 있었다. 건물은 필요한 전력의 90%를 태양으로부터 얻도록 설계되었다. 과도한 에너지는 원래 밸브로 조절되는 납산 배터리셀에 저장되었는데, 이 배터리는 날씨가 흐릴 때 전력을 공급한다. 이 배터리는 2020년에 인산리튬 배터리로 교체되었다. 물은 녹는 빙하에서 수집되어 산장 위 40m의 큰 저수지에 저장된다. 창문 밴드를 통해 태양은 방문자가 생성한 열에너지를 재분배하여 나선형 건물 내부의 공기를 가열할 수 있다.
앞으로 몇 년 동안 산장은 ETH 취리히에서 온 학생들을 위한 연구 기지가 될 것이다. 그들은 그것을 사용하여 에너지와 자원을 효율적으로 사용하는 방법을 조사할 것이다.

## 참고서적
- ETH Zurich, ed. (2010) New Monte Rosa Hut SAC. Self-Sufficient Building in the High Alps Zurich, gta, 2010. ISBN 978-3-85676-274-2